# Van Adrichem
Van Adrichem is een geslacht dat zijn oorsprong vindt in de omgeving van de Nederlandse plaats Velsen.
De naam verwijst naar een grondgebied met versterkte hoeve 'villa Adrichem' (Adrichaim) dat omstreeks 722 door Karel Martel aan Willibrord geschonken werd. Later kwam dit goed in handen van de graaf van Holland en werd het beheerd door de heer van Brederode. De stamvader Floris de Scoten van Adrichem (1265 - 1327) is een (bastaard)zoon van Willem I Heer van Brederode (1226 - 1285) en Margaretha Danielsdr. van Merwen (1235 - 1266). Hij trouwde met Brechta van Rollant (1256 - 1335) en zij kregen 5 kinderen. In 1365 werd door zijn kleinzoon Floris III, baljuw en rentmeester van graaf Jan van Blois, het Huis Adrichem (Beverwijk) verkregen dat met de dood van Wilhelmina van Adrichem halverwege de 16e eeuw overging in de familie Van Burgh.
Het geslacht Van Adrichem werd eind 19de eeuw opgenomen in het Stam- en Wapenboek van A.A. Vorsterman van Oijen.

## Trivia
In Suriname bestonden twee koffieplantages met de naam Adrichem.